# Jan Karlsson (kolarz)
Jan Bengt Peter Karlsson (ur. 8 lutego 1966 w Falköping) – szwedzki kolarz szosowy, brązowy medalista olimpijski.

## Kariera
Największy sukces w karierze Jan Karlsson osiągnął w 1988 roku, kiedy wspólnie z Björnem Johanssonem, Michelem Lafisem i Andersem Jarlem zdobył brązowy medal w drużynowej jeździe na czas podczas igrzysk olimpijskich w Seulu. W tej samej konkurencji Szwedzi z Karlssonem w składzie wystąpili na igrzyskach w Barcelonie, jednak nie ukończyli rywalizacji. Poza tym trzykrotnie zwyciężał we francuskim Chrono des Nations-Les Herbiers-Vendée (1990, 1991 i 1995), a w 1997 roku wygrał niemiecki Berlin-Rundfahrt. Brał również udział w igrzyskach olimpijskich w Atlancie, gdzie indywidualnie uplasował się na osiemnastej pozycji. Ponadto wielokrotnie zdobywał medale mistrzostw krajów skandynawskich, w tym cztery złote. Na arenie krajowej wywalczył siedem szosowych mistrzostw Szwecji.